# Pyrizhna
Pyrizhna  (ucraniano: Пиріжна) es una localidad del Raión de Podilsk en el Óblast de Odesa de Ucrania. Según el censo de 2001, tiene una población de 1322 habitantes.